# 1780 w literaturze
Wydarzenia literackie w 1780 roku.

## Nowe książki
- zagraniczne
  - Jacob Bryant – An Address to Dr. Priestley
  - Edmund Burke – Speech on Oeconomical Reformation
  - William Combe – Letters of the Late Lord Lyttelton (fałszerstwo)
  - Martin Madan – Thelyphthora (za poligamią)
  - Johannes von Müller – Geschichten der Schweizer
  - John Nichols – A Select Collection of Poems
  - Richard Price – An Essay on the Population of England
  - Isaac Reed – A Select Collection of Old Plays
  - William Szekspir – Supplement to the Edition of Shakespeare's Plays Published in 1778 by Samuel Johnson and George Stevens (wydawca Edmund Malone)
  - Sarah Trimmer – An Easy Introduction to the Knowledge of Nature, and Reading the Holy Scriptures (dla dzieci)
  - John Wesley – Reflections on the Rise and Progress of the American Rebellion
  - Arthur Young – A Tour in Ireland

## Nowe poezje
- polskie
  - Ignacy Krasicki – Wojna chocimska
  - Kurdesz

## Zmarli
- 18 lutego – Kristijonas Donelaitis, litewski ksiądz i poeta (ur. 1714)